# Loïc Poujol
Pour les articles homonymes, voir Poujol.
Loïc Poujol est un footballeur français évoluant au poste de milieu défensif.

## Biographie
Après un passage à l'école de foot du Massegros et sous les couleurs du club de Sévérac-le-Château (CS Sévérac, équipe de DHR, 7e division), il rejoint le SO Millau à l'âge de 13 ans, tout en intégrant le pôle de préformation de Castelmaurou. 
Sélectionné avec l'équipe de la Ligue de Midi-Pyrénées en 2004, il dispute la Coupe nationale des 14 ans à Clairefontaine, aux côtés de Moussa Sissoko. Repéré par plusieurs clubs professionnels, il rejoint finalement le centre de formation du FC Sochaux-Montbéliard, à l'âge de 15 ans. Il y remporte la coupe Gambardella avec l'équipe des jeunes de Sochaux en 2007.
Cinq saisons après son arrivée en Franche-Comté, il signe son premier contrat pro avec son club formateur pour une durée de trois ans. Il joue son premier match de Ligue 1 en entrant à la 87e minute lors du match inaugural de la saison et d'une victoire 1-0 à Auxerre. C'est alors un grand espoir du club faisant partie de la génération dorée du FC Sochaux, avec Marvin Martin, Sloan Privat, et Ryad Boudebouz.
Il est appelé pour la première fois en équipe de France U20 à l'occasion du Tournoi de Toulon en mai 2010.
Le 19 janvier 2013, lors de la 21e journée de Ligue 1, il inscrit le but victorieux de la main validé par l'arbitre Nicolas Rainville face au Stade de Reims. Le joueur a reconnu ce fait de jeu : « j'arme de la tête. Le ballon roule sur mon poing, je marque. J'ai cru que l'arbitre allait siffler » puis d'ajouter « Vu notre position au classement, je ne me voyais pas dire à l'arbitre "Désolé il n'y a pas but" ». Sur cette action, aucun footballeur présent sur le terrain ne s'offusque de l'action de Poujol mais, avec le "courage" qui les caractérise, ils concentrent leurs attaques uniquement sur l'arbitre à l'image de l'entraîneur adversaire rémois Hubert Fournier et du joueur Aïssa Mandi.
Le 3 juillet 2014, il s'engage pour deux ans au Paris FC.

## Palmarès
- Vainqueur de la Coupe Gambardella en 2007 avec le FC Sochaux